# Madrid (autonom region)
Madrid (spanska: Comunidad de Madrid) är en provins och autonom region i Spanien. Huvudstad är Madrid, som också är huvudstad för hela landet.

## Historia
Området som är den nuvarande autonoma regionen hade liten betydelse under det Romerska riket. Efter att muslimerna hade erövrat området tillhörde det kungadömet Kastilien och på 1500-talet gjorde Filip II Madrid till säte för sin monarki.
Under Francisco Franco tillhörde Madrid Nya Kastilien men efter demokratins återinförande gjordes provinsen om till en egen autonom region på grund av de stora ekonomiska skillnaderna mellan Madrid och Kastilien-La Mancha. Madrid förklarades som autonom region 1 mars 1983.
Bland de intressanta platserna i regionen finns, förutom huvudstaden, Filip II:s klosterresidens i El Escorial, den gamla universitetsstaden Alcalá de Henares samt slottet och trädgårdarna i Aranjuez. Samtliga platser finns med på Unescos världsarvslista.

## Geografi

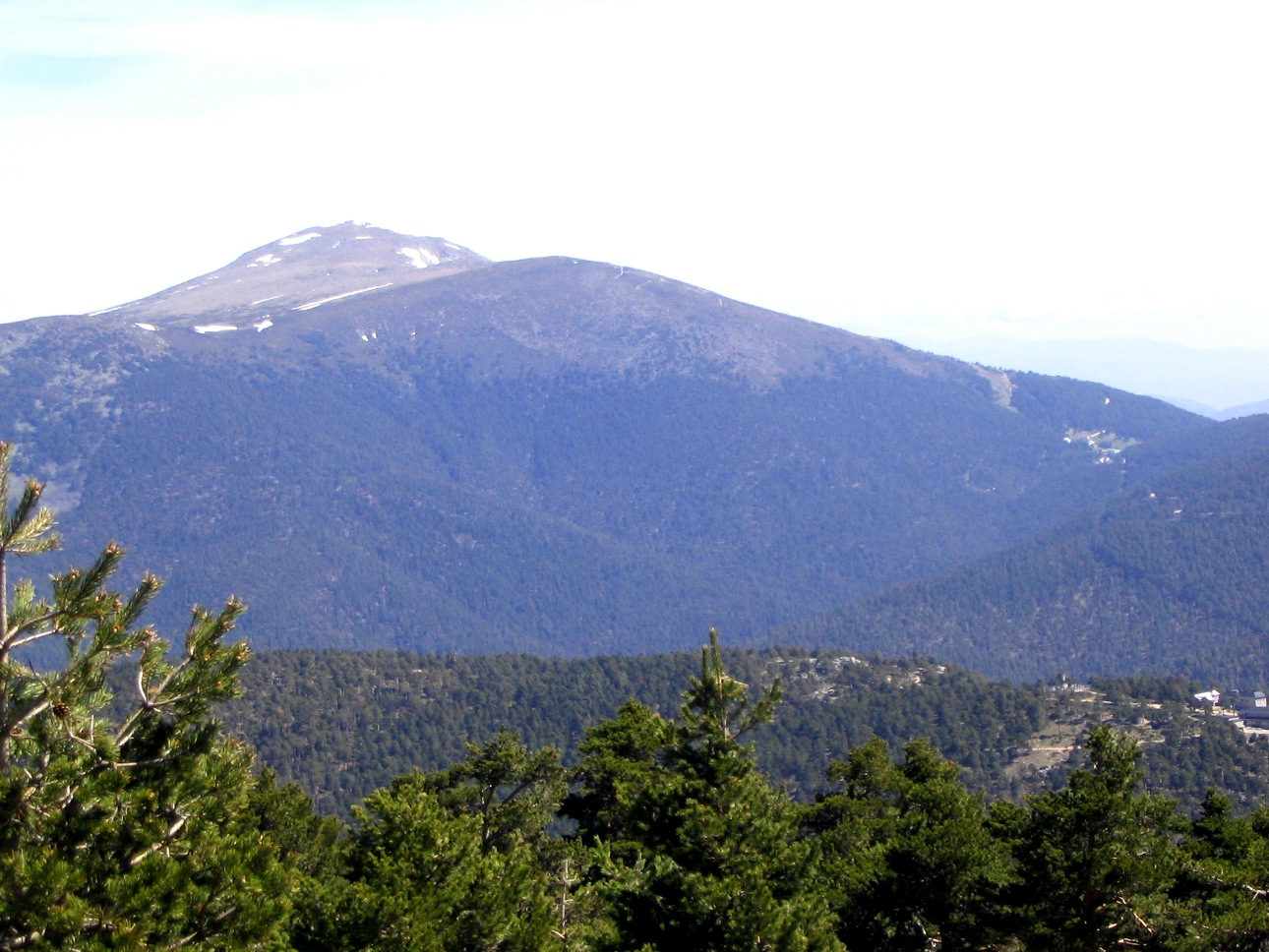
Peñalara

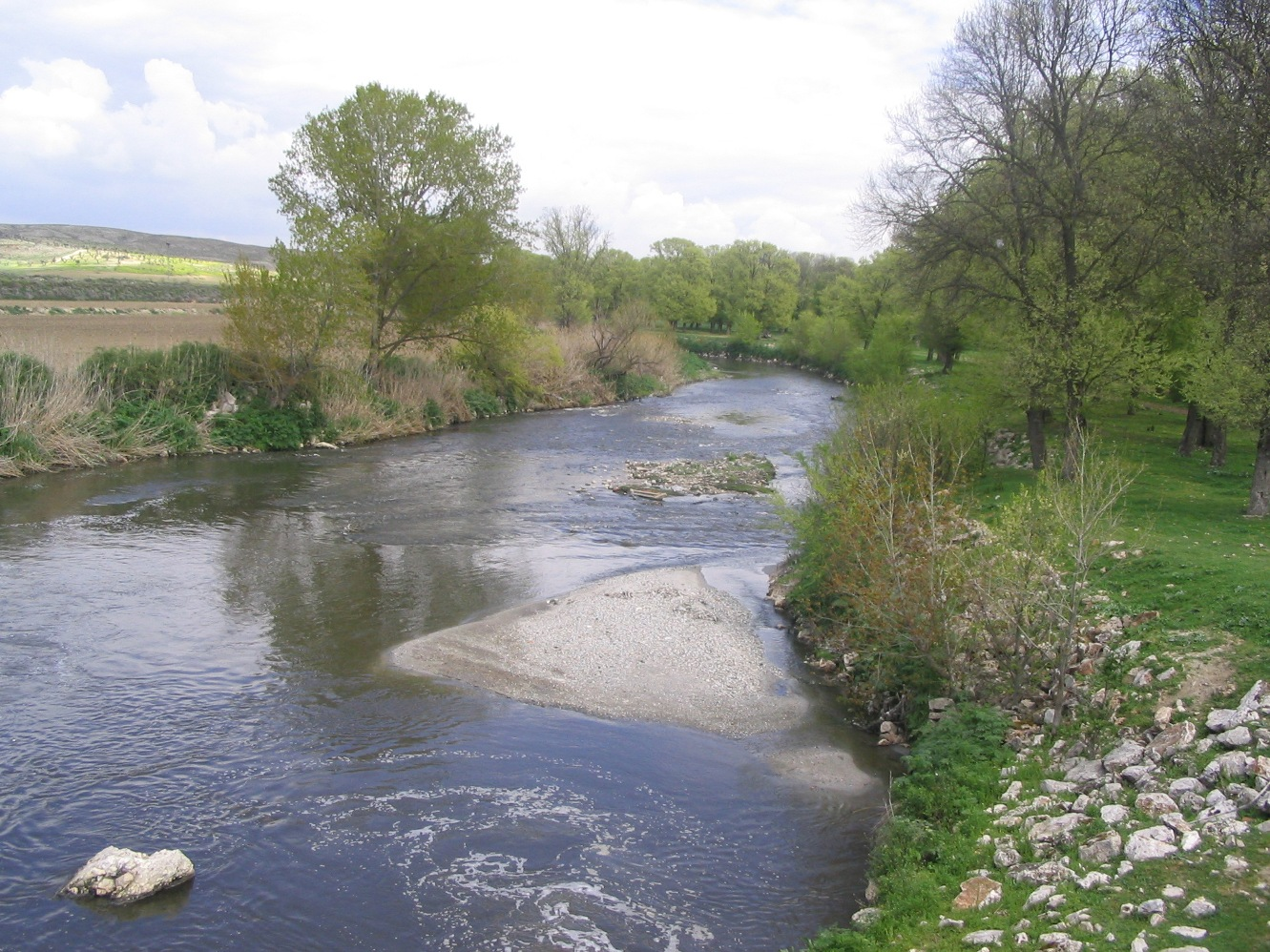
Manzanaresfloden

Madrid omges av de autonoma regionerna Kastilien och Leon samt Kastilien-La Mancha. Regionen har en yta på omkring 11 800 hektar. Den ligger mitt på Meseta Central-platån och gränsar i norr och väster till provinserna Segovia och Ávila i Kastilien och Leon. I öster och söder gränsar regionen till provinserna Toledo, Guadalajara och Cuenca i Kastilien-La Mancha.
Landskapet är kuperat med en medelaltitud på omkring 650 meter över havet. Det finns flera små berg och dalar i den sydöstra delen. Bergsområdena Guadarrama och Somosierra tillhör centralsystemet i regionen med toppar som når över 2 000 meter över havet. Områdena ligger i den nordvästra och norra delen av Madrid. Den högsta toppen är Peñalara, med 2 430 meter över havet.
Den viktigaste floden i regionen är Jarama som korsar regionen från norr till söder innan den slutar i Tajo. Bifloderna är Lozoya, Guadalix, Manzanares, Henares och Tajuña. Dessa bifloder är korta med lågt vattenstånd. Guadarrama förser med hjälp av Alberchefloden de västligaste delarna av regionen med vatten, från bergsområdena ner mot Tajodalen.

## Klimat

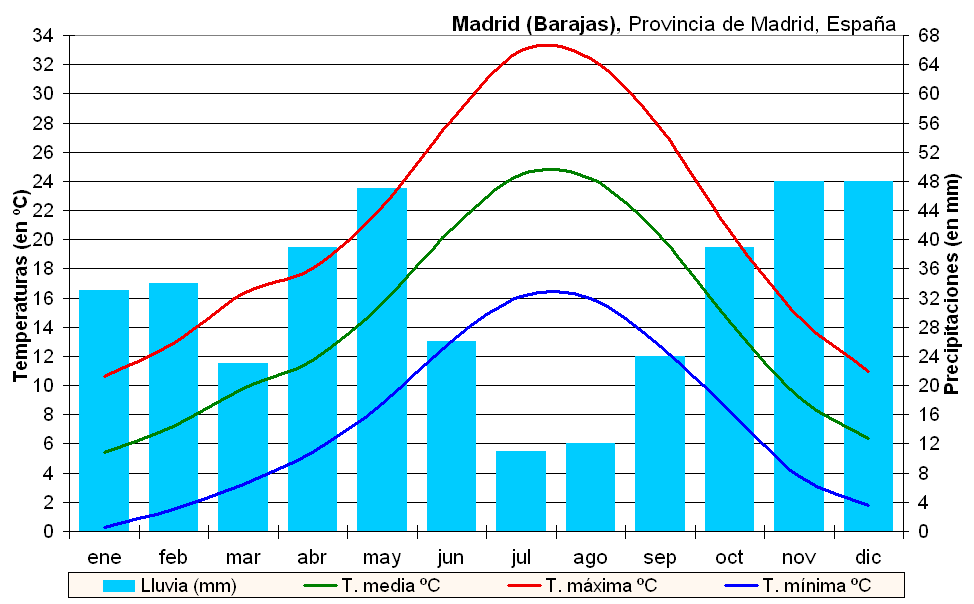
Klimatdiagram för madridprovinsen.
(Barajas, Madrids flygplats)

Klimatet i regionen är kontinentalt medelhavsklimat. Vintrarna är svala med en medeltemperatur på 8 grader, då nätterna ofta är kalla. Somrarna är varma med en medeltemperatur på 24 grader i juli och augusti, då temperaturerna ofta överstiger 35 grader. I de höglänta områdena omkring Sierra de Guadarrama är temperaturen lägre med högre luftfuktighet och snö under vintern och delar av våren.

## Demografi
Mer än halva befolkningen bor i huvudstaden. Andra historiskt eller kommersiellt viktiga städer i regionen är Alcalá de Henares, Torrejón de Ardoz, Coslada, Getafe, Móstoles, San Lorenzo de El Escorial, Navalcarnero och Aranjuez. Det finns 179 kommuner i Madrid.
Madrid har sedan 1950-talet blivit ett industriellt centrum som har attraherat ett stort antal immigranter, dels från mindre utvecklade delar av Spanien, men även från andra länder. Enligt statistik från 2005 bodde 13,09 % invandrare i regionen, vilket är 5 procentenheter över landets genomsnitt. Av dessa är 53 % latinamerikaner, 18,36 % européer, 9,27 % nordafrikaner, 9,21 % EU-medborgare, 3,59 % afrikaner (utanför Nordafrika), 3,36 % östasiater och 1,03 % från Filippinerna. De största nationaliteterna är ecuadorianer med 22,23 % av utlänningarna, rumäner (12,35 %), colombianer (9,30 %), marockaner (8,91 %) och peruaner (5,03 %).
Den största delen av befolkningen bor i huvudstaden och dess omgivningar. De mest befolkade kommunerna är:
1. Madrid - 3.155.359
2. Móstoles - 216.463
3. Alcalá de Henares - 197.804
4. Fuenlabrada - 195.131
5. Leganés - 181.248
6. Alcorcón - 162.524
7. Getafe - 158.363
8. Torrejón de Ardoz - 109.483
9. Alcobendas - 103.149
10. Parla - 91.024
11. Coslada - 82.894
12. Pozuelo de Alarcón - 78.083
13. Las Rozas de Madrid - 71.937
14. San Sebastián de los Reyes - 65.767
15. Majadahonda - 61.788
16. Collado Villalba - 52.445
17. Rivas-Vaciamadrid - 49.696
18. Valdemoro - 44.136
19. Aranjuez - 43.926
20. Arganda del Rey - 41.411
21. San Fernando de Henares - 39.966
22. Colmenar Viejo - 39.579
23. Tres Cantos - 39.198
24. Pinto - 37.559
25. Boadilla del Monte - 35.588
26. Galapagar - 29.218

## Ekonomi
Madrid är den region i Spanien som har de högsta medelinkomsterna per invånare, 27 279 euro, vilket är 31 % över nationens genomsnitt 2005, följd av Baskien, Navarra och Katalonien. Idag är Madrid ekonomins motor i Spanien, med en tillväxt på 4 %, 6 tiondelar över landets genomsnitt. 2005 var regionen den största för utländska investeringar med 34,3 % av investeringarna i landet. 2002 var Madrid rankad 34 av de mest välmående regionerna i EU.
Madrid är den näst största industriregionen i Spanien och näst störst i bidraget till BNP med (17,5 %). Under autonomins första decennium låg tillväxten i den regionala BNP:n mellan 1986 och 1989 nästan på landets genomsnitt, 4,7 % mot 4,6 % som var genomsnittet.
Industrin sysselsätter 27 % av den arbetsföra befolkningen inom kemi, järn- och stål, transportutrustning, elektronik, flygplanskonstruktion och mekanisk industri. Arbetslösheten var 2005 6,63 %.
Madrid är sätet för de flesta stora företag i landet, såväl nationella som utländska. Där finns högteknologiska företag som Indra, Ericsson, Lucent Technologies, Telephone, Microsoft och IBM, som 2005 beslutade att inrätta huvudkontoret för Europa, Afrika och Mellanöstern i huvudstaden.
Inom jordbruket är vete, oliver, majs, grönsaker och mjölk de största produkterna.

## Intressanta platser
- Alcalá de Henares
- Slottet i Aranjuez
- Klostret i El Escorial

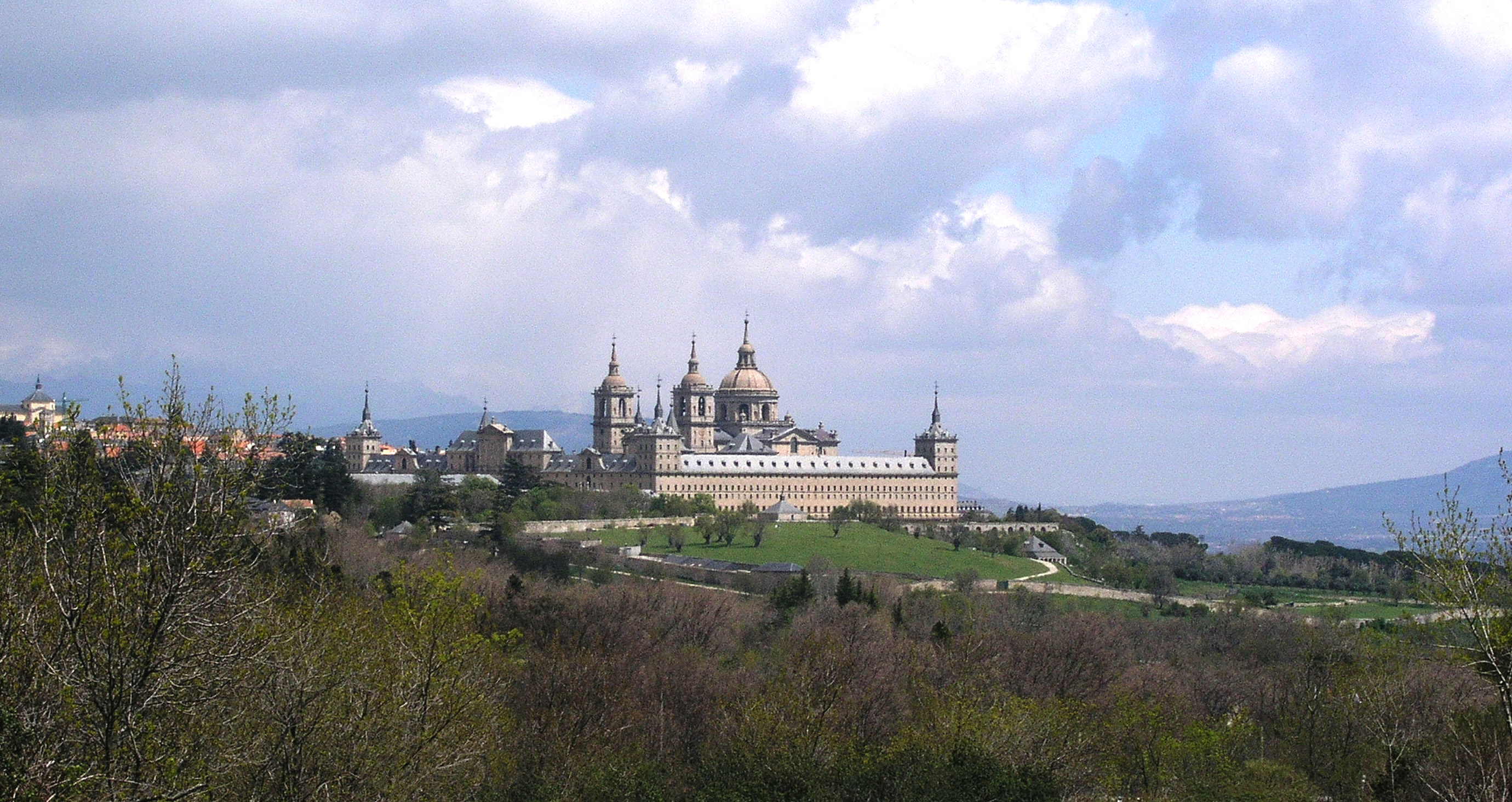
Klostret i El Escorial

- Valle de los Caídos (krigsmonument från Spanska inbördeskriget)
- Parque Natural de Peñalara
- La Pedriza
- Nuevo Baztán